# Allochrostes imperfecta
Allochrostes imperfecta là một loài bướm đêm trong họ Geometridae.